# 公開大學

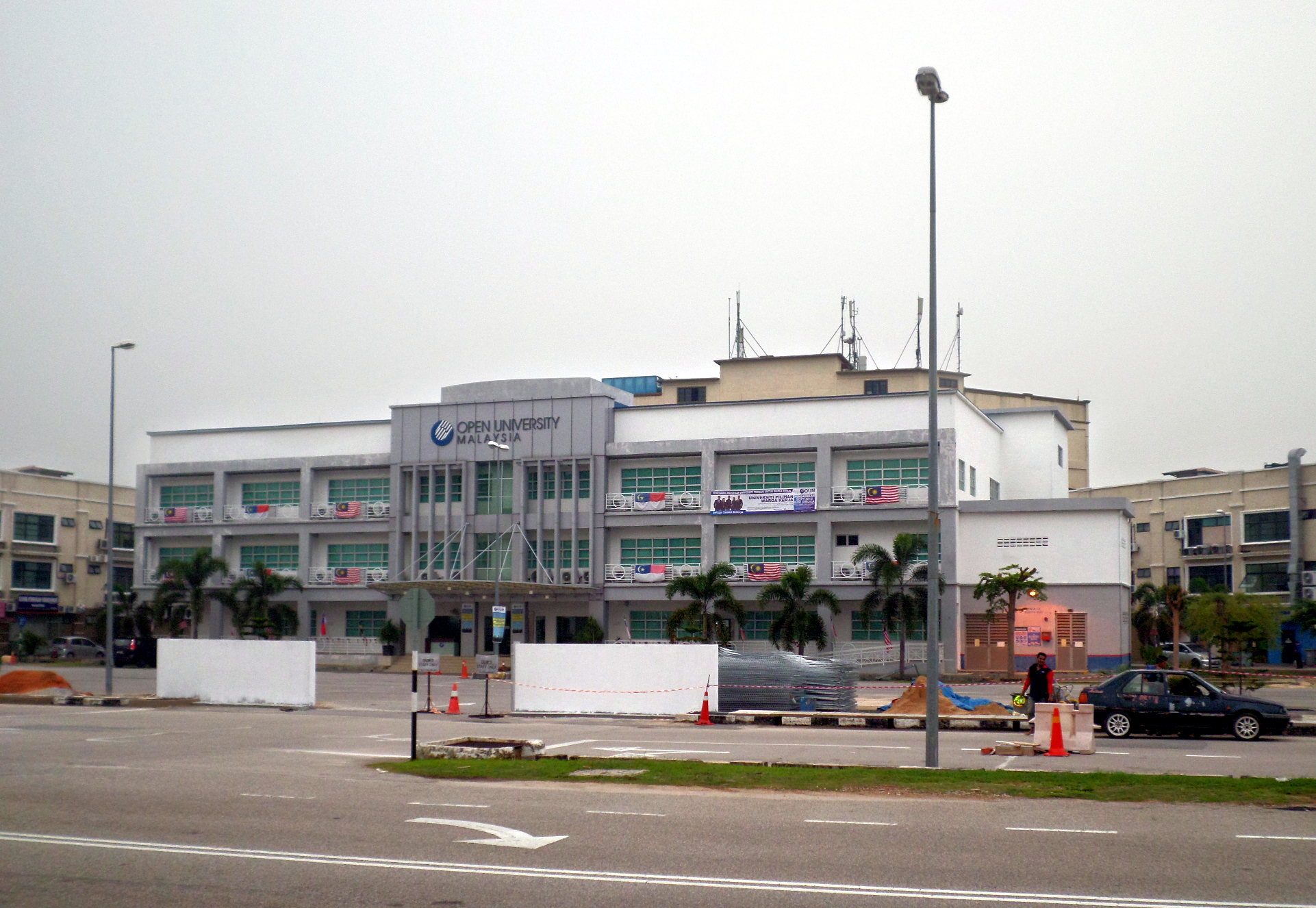
马来西亚马六甲的一所公開大学。

，是指那些幾乎沒有入学要求的大學。遙距教育是公開大學常見的教育方式，不過并非所有的开公開大学都採取遙距教育方式。

## 历史
公開大学的歷史可以追溯到1858年建立的伦敦大学外部学习系统，该大学其實是一个專門授予学位的考试委员会，任何符合其入学要求并支付學費的人都能就讀，並且不限地域範圍。學生可以在学习的同时继续工作。 
欧洲第一所開放大學是开放大学是成立于1969年英國的公開大學。

## 例子
- 英國公開大學
- 香港都會大學（原稱為香港公開大學）
- 国家开放大学
- 國立空中大學
- 高雄市立空中大學
- 江苏开放大学
- 荷兰开放大学
- 以色列开放大学
- 馬來西亞開放大學
- 宏願開放大學
- 津巴布韦开放大学
- 上海开放大学